# Azores Airlines
La Azores Airlines, precedentemente nota come SATA Internacional, è una compagnia aerea con base a Ponta Delgada, sull'isola di São Miguel, nell'arcipelago delle Azzorre. Come controllata dalla SATA Air Açores, la compagnia opera come braccio internazionale della rete regionale, collegando l'arcipelago con l'Europa e il Nord America dal suo hub, l'aeroporto di Ponta Delgada.

## Storia

### Primi anni
La compagnia aerea fu fondata nel dicembre 1990 con il nome di OceanAir e nel 1991 fu autorizzata a operare servizi di trasporto aereo come vettore di voli non programmati.
La SATA Air Açores divenne il suo maggiore azionista quando la OceanAir sospese il servizio nel 1994. Più avanti essa divenne l'unico azionista e il 20 febbraio la compagnia mutò il suo nome in SATA Internacional, riprendendo le operazioni l'8 aprile 1998. La livrea originale della compagnia ricopriva l'intera fusoliera con il nome SATA Internacional in colore blu oceano di fronte e una coda blu scura con il logo della compagnia. Prima di questa la livrea aveva un logo idealizzato con bande di onde frangentesi, sulle quali stava un disco solare con la scritta a lettere cubitali "Fly Azores" al di sotto. Questa livrea turistica fu ritirata alla fine del XX secolo per essere sostituita con un'immagine più vicina al gruppo finanziario. La compagnia divenne totalmente posseduta dalla controllante Grupo SATA.
A seguito di un'asta pubblica la SATA Internacional ottenne le rotte regolari da Ponta Delgada a Lisbona, Madeira e Porto.
La SATA possiede uno tour operator in Nord America: Azores Vacations America negli Stati Uniti d'America.

### XXI secolo

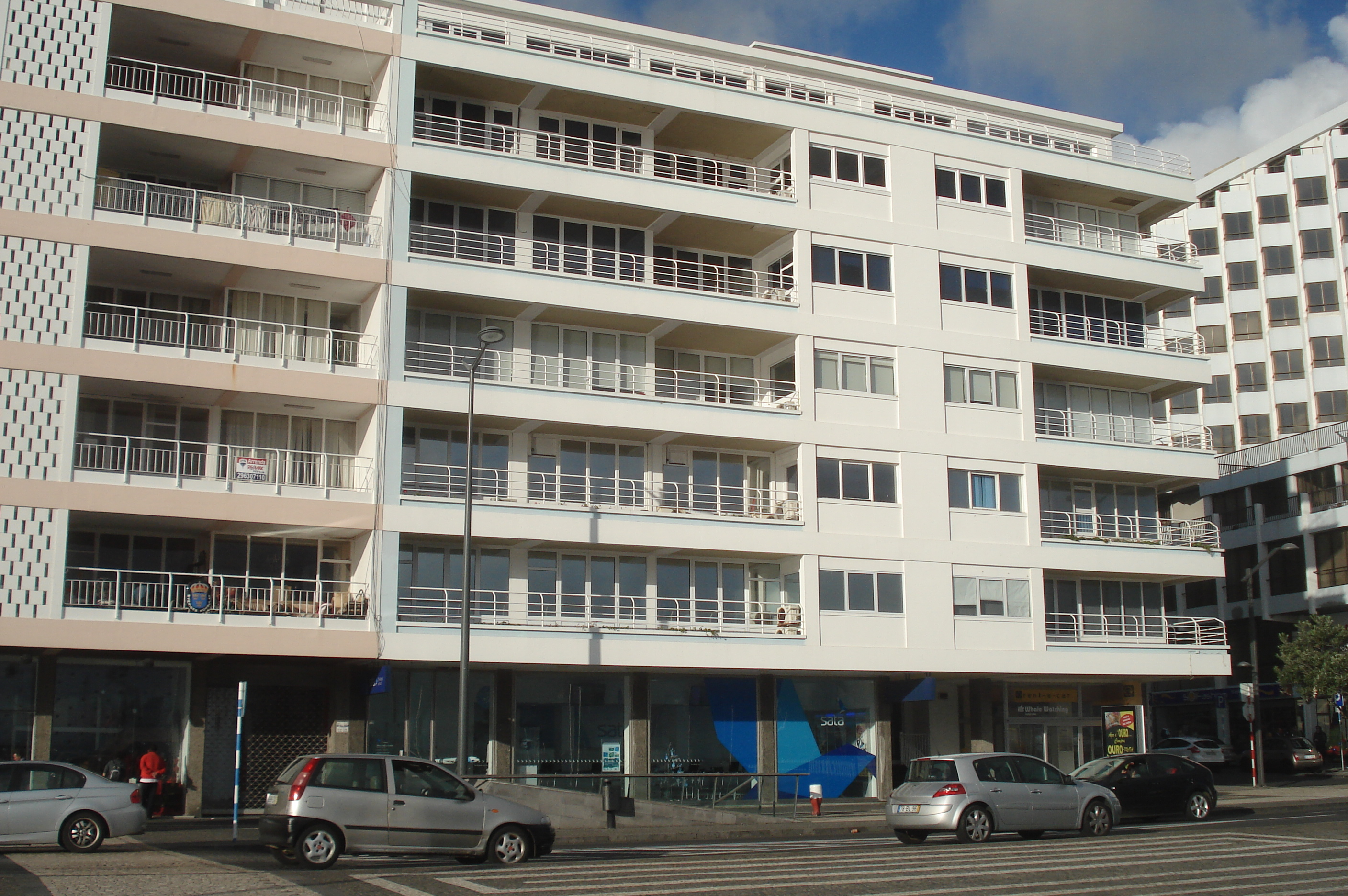
La sede della SATA Group a Ponta Delgada.

Dopo il maggio del 2009, la SATA adottò un nuovo marchio e un nuovo logo che furono applicati al suo primo nuovo Airbus A320-200, registrato CS-TKO e naminato Diáspora. Il simbolo, chiamato BIA (per "Blue Islands Açor"), consiste di nove forme geometriche, rappresentanti le nove isole delle Azzorre, assemblate nella forma del mitico Açor (l'astore ) della leggenda portoghese. Si dice che un açor volasse in cerchio sulle Azzorre quando i marinai portoghesi scoprirono per primi l'arcipelago. Questa forma apparve sulla pinna di coda in aggiunta a parti poste proprio davanti alle ali sulla fusoliera. Il nuovo schema fu adottato sia da SATA Internacional che da SATA Air Açores durante il rinnovamento della flotta iniziato alla fine degli anni novanta e durato fino al 2015.
Nel gennaio 2015 la compagnia annunciò piani strategici per ridurre il suo indebitamento da 179 milioni di Euro a 40 entro il 2020, riducendo la sua flotta e il personale. In questo piano era previsto il cambio del nome in Azores Airlines.

Nell'ottobre 2015, SATA Internacional annunciò un ampio cambio dei marchi compreso quello in Azores Airlines e il cambio dello schema cromatico dal blu al verde. Nel contempo fu annunciato il rinnovo della flotta con velivoli Airbus A330.

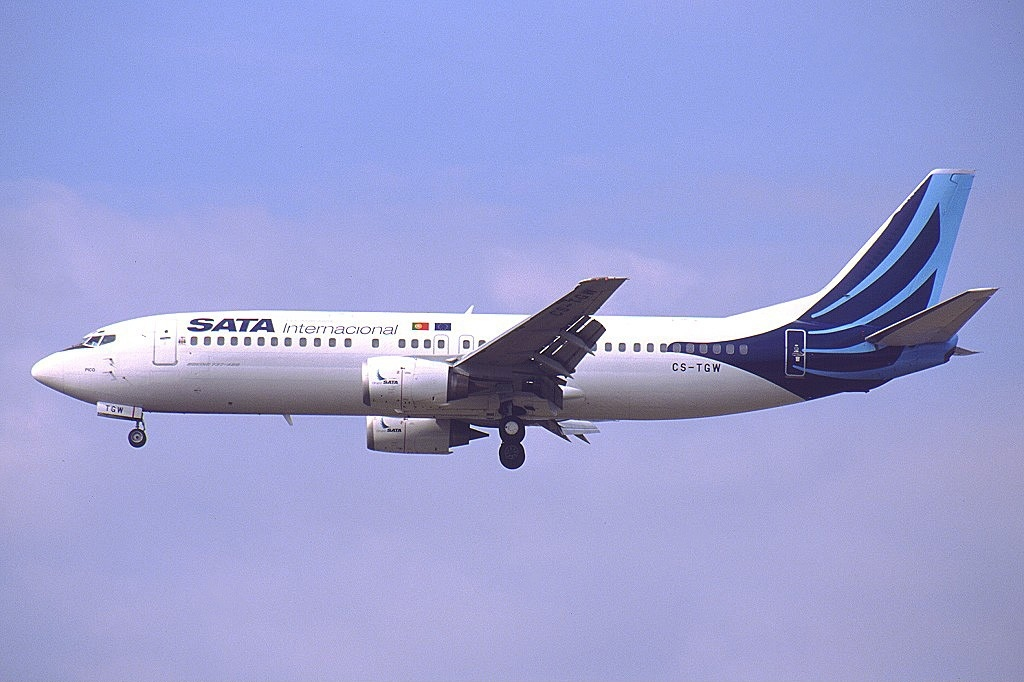
Un ex SATA Internacional Boeing 737-400 nella seconda livrea della compagnia

Il primo volo commercial con A330 ebbe luogo il 25 marzo 2016 da Ponta Delgada a Boston.
Nel settembre 2016 annunciò un cambio dei suoi piani riguardo al rinnovo della flotta. Mentre l'acquisizione di un nuovo Airbus A330 fu cancellata, la Azores Airlines ordinò due Airbus A320neo in leasing per gli anni 2017-2019 e quattro Airbus A321LR in consegna nel 2019 in sostituzione dei precedenti.

## Destinazioni

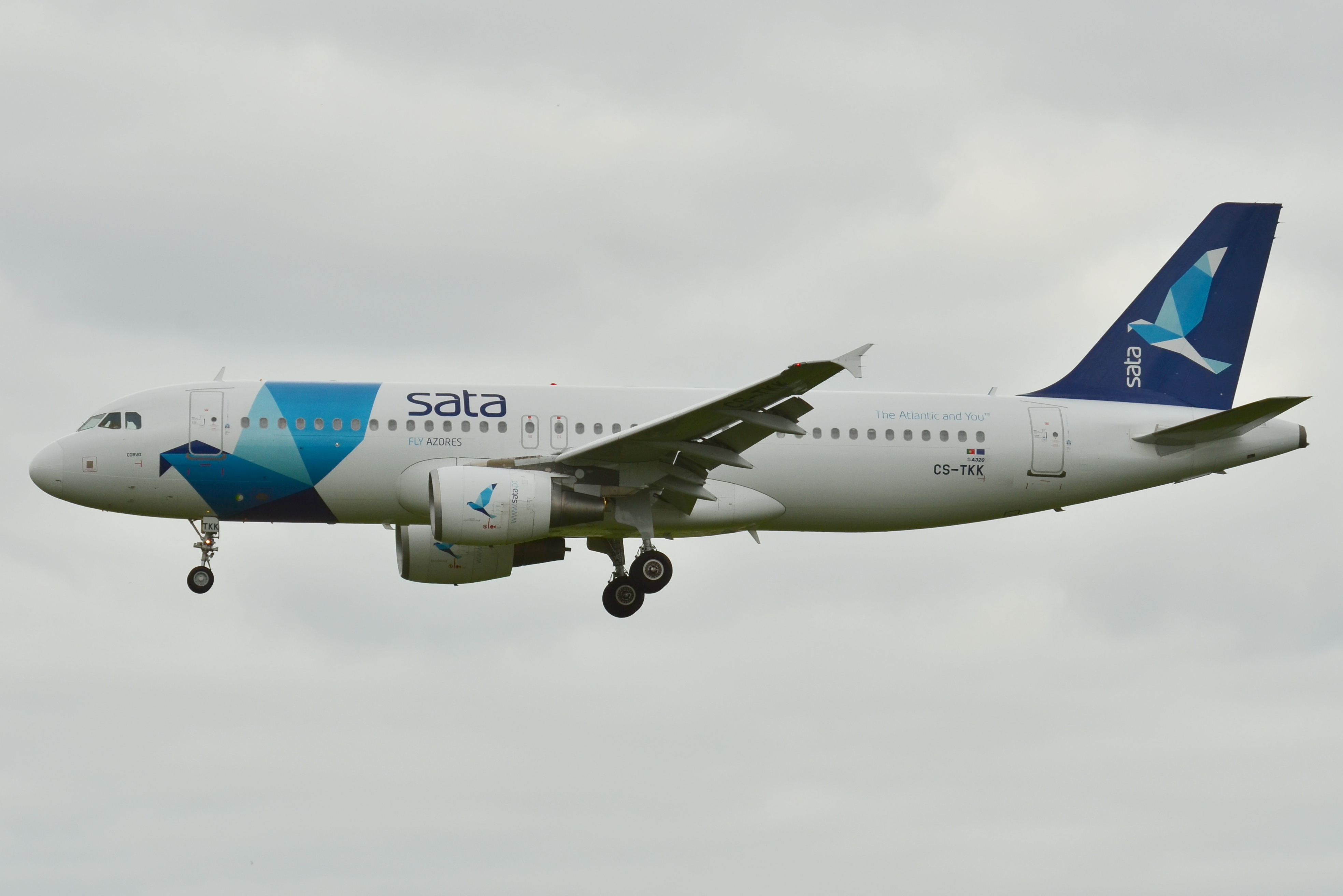
L'Airbus A320-200 della Azores Airlines nella precedente livrea della SATA Internacional

La Azores Airlines opera voli di linea per Madeira, Portogallo continentale e altre destinazioni in Europa e in Nordamerica, ma anche voli charter. Le destinazioni locali sono coperte dalla sua controllante SATA Air Açores

## Flotta

### Flotta attuale

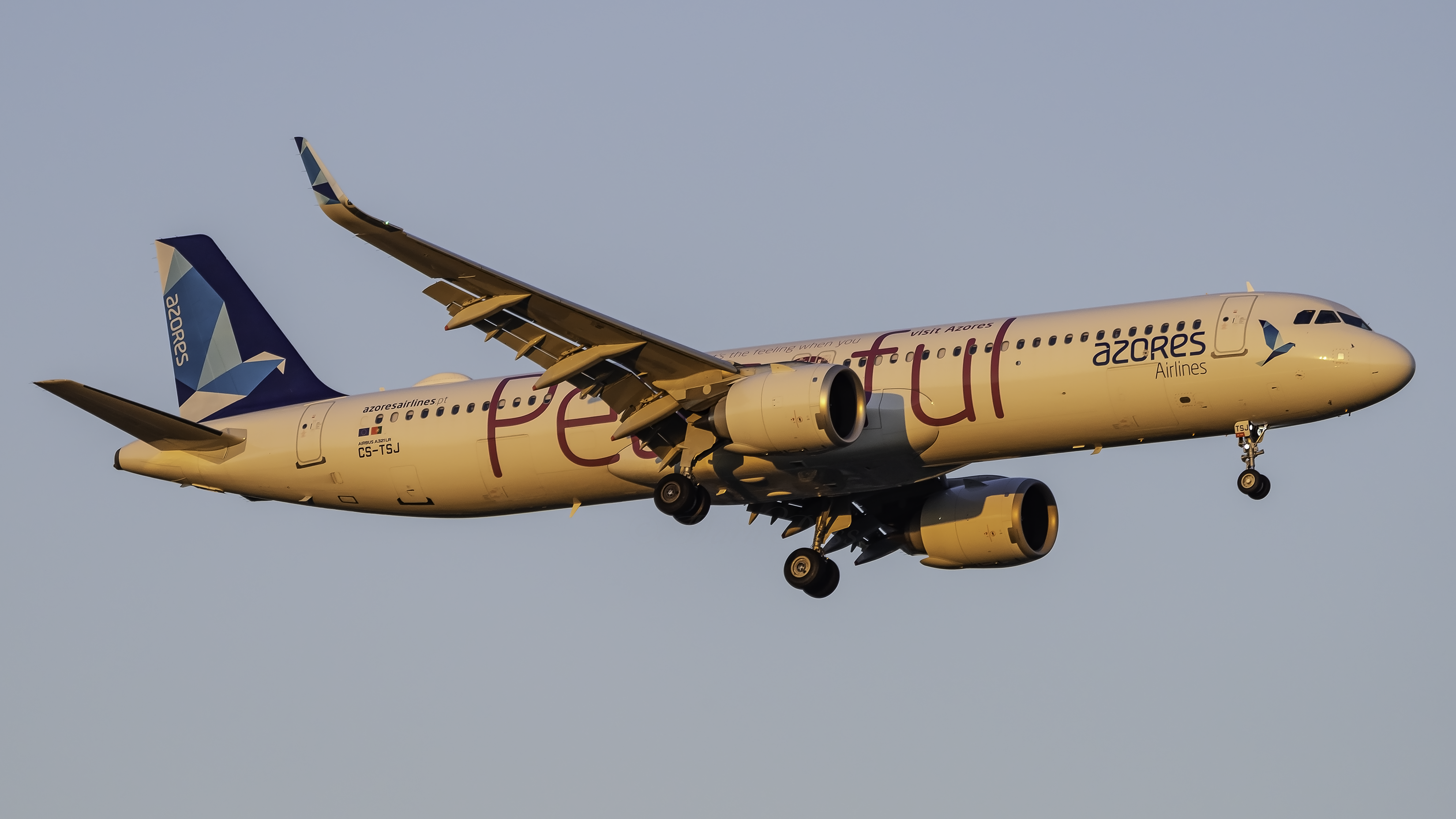
Un Airbus A321-253N.

A febbraio 2024, la flotta di Azores Airlines è composta dai seguenti aeromobili:
I velivoli più piccoli sono gestiti dalla controllante SATA Air Açores con propria licenza.

### Flotta storica

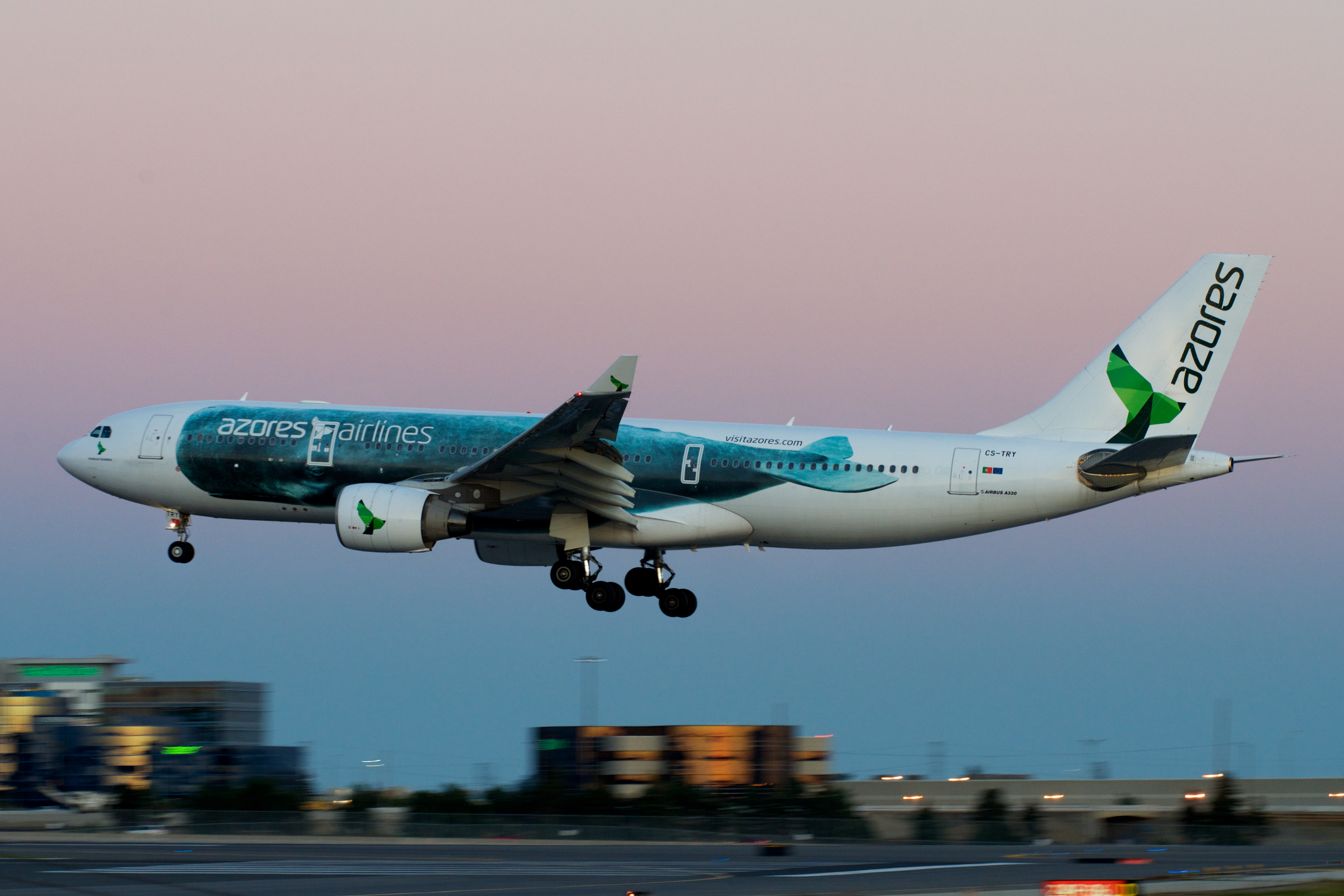
Un Airbus A330-200.

Azores Airlines ha operato in precedenza con i seguenti aeromobili:

## Incidenti
- Il 4 agosto 2009, un Airbus A320-200 della SATA Internacional operante il volo S4-129 da Lisbona a Ponta Delgada rimbalzò fuori pista compiendo un pessimo atterraggio di 4.86G e causando danni al sistema di atterraggio.[14] Le persone a bordo non subirono danni.